# Malá nad Hronom
Malá nad Hronom é um município da Eslováquia, situado no distrito de Nové Zámky, na região de Nitra. Tem 7,72 km² de área e sua população em 2018 foi estimada em 392 habitantes.

## Demografia
| Ano:        | 1994 | 2004   | 2014   | 2024   |
| ----------- | ---- | ------ | ------ | ------ |
| Broj ljudi: | 421  | 409    | 373    | 381    |
| Razlika:    |      | -2,85% | -8,80% | +2,14% |

| Ano:               | 2023 | 2024   |
| ------------------ | ---- | ------ |
| Número de pessoas: | 384  | 381    |
| Diferença:         |      | -0,78% |